# Vjekoslav Klaić
Vjekoslav Klaić (ur. 21 czerwca 1849 w Garčinie, zm. 1 lipca 1928 w Zagrzebiu) – chorwacki geograf, historyk, muzyk, muzykolog i pisarz.

## Życiorys
Na Uniwersytecie Wiedeńskim odbył studia geograficzne i historyczne. Był wykładowcą historii Chorwacji (1878–1882) i historii powszechnej (1893–1922) na Wydziale Artystycznym Uniwersytetu w Zagrzebiu. W latach 1902–1903 pełnił funkcję rektora.
W 1875 roku był redaktorem tygodnika literackiego Hrvatska lipa, w latach 1883–1889 był natomiast redaktorem czasopisma literackiego Vienac. Opublikował kilka atlasów i podręczników do geografii. Do jego zainteresowań historycznych należała historia Chorwatów od ekspansji Słowian do XX wieku, ze szczególnym uwzględnieniem historii średniowiecznej Chorwacji. Zajmował się też historią Zagrzebia. Swoją działalnością naukową wywarł wpływ na chorwackie odrodzenie narodowe. Publikował też opracowania na temat Bośni i Hercegowiny.
Jego działalność muzyczna przyczyniła się do rozwoju chorwackiego życia muzycznego. W 1882 roku założył orkiestrę Diletantski orkestar i był jej dyrygentem. Prowadził ją do 1891 roku. Od 1890 roku był wiceprezesem Chorwackiego Instytutu Muzycznego (chorw. Hrvatski glazbeni zavod). Działalność tej organizacji w latach 1890–1920 zwana jest „erą Klaicia”. W 1892 roku był współzałożycielem muzykologicznego miesięcznika Gusle. Redagował śpiewnik Hrvatska pjesmarica. Był kompozytorem pieśni Svraćanje.
Jego wnuczką była Nada Klaić, również historyk.

## Wybrane publikacje
(opracowano na podstawie materiału źródłowego)
- Prirodni zemljopis Hrvatske (1878)
- Bosna: podatci o zemljopisu i poviesti Bosne i Hercegovine. Prvi dio: zemljopis (1878)
- Zemljopis zemalja u kojih obitavaju Hrvati (I–III, 1880–83)
- Poviest Bosne do propasti kraljevstva (1882)
- Hrvatska plemena od XII. do XVI. stoljeća (1897)
- Bribirski knezovi od plemena Šubić do god. 1347 (1897)
- Povjest Hrvata od najstarijih vremena do svršetka XIX. stoljeća (I–V, 1899–1911)
- Krčki knezovi Frankapani (1901)
- Marturina: slavonska daća u srednjem vijeku (1904)
- Statut grada Zagreba: od god. 1609. i reforma njegova god. 1618. (1912)
- Život i djela Pavla Rittera Vitezovića: (1652–1713) (1914)
- Zagreb 1910.–1913. (1918)
- Vatroslav Lisinski i prve dvije hrvatske opere (1919)
- Knjižarstvo u Hrvata (1922)
- Crtice iz hrvatske prošlosti (1928)